# كيفن كيني (سياسي)
كيفن كيني هو سياسي أمريكي، ولد في 1963 في أكسفورد في الولايات المتحدة. نشط حزبياً في Iowa Democratic Party ‏. وقد انتخب عضو مجلس ولاية آيوا ‏.